# قنوج
قنوج (بالإنجليزية: Kannauj)‏ هي مدينة وبلدية في مقاطعة قنوج ولاية أتر برديش في الهند. يبلغ عدد سكانها 84,862 نسمة وذلك حسب إحصائيات سنة 2001. يبلغ ارتفاع المدينة عن سطح البحر قرابة 139 متر. تبلغ مساحتها 85000 كم².
اسم «قنوج» هو اسم تقليدي اشتق من مصطلح «كانيكوبجا» (والذي يعني «رحم العذراء»). قنوج هي مدينة قديمة، وقد كانت قديما عاصمة المملكة الهندوسية العظيمة. تُشتهر قننوج بأنها سوق رئيسية للتبغ والعطور وماء الورد.
مدينة قنوج هي المركز الإداري الرئيسي لمقاطعة قنوج. كان عدد سكانها في عام 1991 58,930 ثم ارتفع إلى 71,530 في عام 2001. ويتحدث سكانها - ومعظم سكان ولاية أتر بريدش - اللهجة «القنّوجيّة»، وهي إحدى لهجات اللغة الهندية.

## تاريخ
قنوج هي واحدة من أقدم الأماكن التي سكنها البشر في الهند، وهي تحتوي على الكثير من الآثار وعلى تراث ثقافي غني. والاسم القديم لها هو «كانيكوبجا» أو «ماهوديا». ولاحقا تم تحريف الاسم إلى «قنوج». تاريخ مقاطعة قنوج يعود إلى عصور قديمة جدا. فقد وجدت في المدينة العديد من الأسلحة والأدوات التي تعود إلى العصر البرونزي. وأيضا عثر فيها على عدد كبير من التماثيل الحجرية.
وقد كانت قنوج مدينة هامة خلال عهد إمبراطورية جوبتا. فقد كانت عاصمة الثقافة الهندوسية ومركزا سياسيا لقرون. وكثيرا ما ذكرت قنوج في ملحمة مهابهاراتا، ولكن لم تذكر باسمها الأصلي بل باسم آخر هو «باتانْجالي». ووفقا لرحالين صينيين (هما «فا-هيِن» و«هيوين تْسانغ») فالمدينة لم تكن كبيرة جدا في أوائل القرن الخامس الميلادي، ثم عندما زارها الرحال الثاني (هيوين تسانغ) في عام 636م كانت قد أصبحت ضخمة وكبيرة (وقد بقي فيها لمدة سبع سنوات).
وقد وصلت قنوج إلى ذروة مجدها في القرن السابع الميلادي تحت حكم الإمبراطور هارشا (606 - 647)، فقد جعلها عاصمة دولته واعتنى بها. ونتيجة لذلك نمى كثيرا عدد سكان قنوج، خاصة مع بناء مئات المعابد والأديرة الهندوسية والبوذية، بالإضافة إلى العديد من الحدائق والبرك الجميلة. وقد تم تحصين المدينة جيدا أيضا. لكن هارشا بدأ يضعف بعد أن بدأ يهزمه الإمبراطور التْشالَكيي، وقد مات بعد ذلك بمدة، وسرعان ما سقطت إمبراطوريته بعد موته.

## أعلام
- سليمة سلطان بيغوم
- هارشا

## وصلات خارجية
الموقع الإلكتروني